# Glowe
Glowe  est une commune sur l'île de Rügen, dans l'arrondissement de Poméranie-Occidentale-Rügen, Land de Mecklembourg-Poméranie-Occidentale.

## Géographie

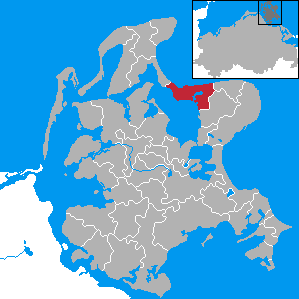
Glowe dans l'île de Rügen

Glowe à la jonction ouest de la presqu'île de Jasmund vers l'isthme du Schaabe entre la mer Baltique (Tromper Wiek) et la lagune du Großer Jasmunder Bodden. Le Landstraße entre Sagard et Altenkirchen passe par Glowe.
La commune de Glowe est composée des quartiers de Baldereck, Bobbin, Glowe, Kampe, Polchow, Ruschvitz, Spycker.

## Histoire
Glowe est mentionné pour la première fois vers 1314. "Glowe" vient du slave "Gluowa" ou "Glova" et signigie quelque chose comme la tête, d'après le cap dit Königshörn.
À l'est du village, les Suédois surveillent la mer depuis le terrain vallonné sur le détroit entre la mer Baltique et le Spyckerschen See. Les guerres qui se sont succédé de celle de trente ans à l'invasion napoléonienne, en passant par les affrontements entre le Brandebourg et la Prusse ont marqué le paysage par les dispositifs de défense. Aujourd'hui les remparts sont abandonnés et tombent sous l'érosion.
L'ancien village connaît un développement au début du XXe siècle avec le tourisme balnéaire. Durant la RDA, il y a un centre de vacances et de loisirs pour les enfants ainsi qu'une antenne pour le trafic maritime.
Monuments
Le château de Spyker est construit en 1650.

## Personnalités liées à la commune
- Gödeke Michels (mort en 1402), pirate et chef de file des Frères des victuailles.

## Source, notes et références
- (de) Cet article est partiellement ou en totalité issu de l’article de Wikipédia en allemand intitulé « Glowe » (voir la liste des auteurs).